# Paule Maurice
Paule Maurice (Parijs, 29 september 1910 – aldaar, 18 augustus 1967) was een Franse componiste. Ze is wellicht het meest bekend geworden door haar werk Tableaux de Provence voor saxofoon en orkest of piano uit 1959, en door haar fluitkwartet Suite pour quatuor de Flûtes.

## Levensloop
Paule Maurice studeerde muziek aan het Conservatoire national supérieur de musique (Parijs). Haar leraren waren onder andere Jean Gallon (harmonieleer), Noël Gallon (contrapunt en fuga) en Henri Büsser (compositie). Vanaf haar 23e werd ze de assistent van Jean Gallon. Ze leidde vele studenten op, van wie velen tevens op hun beurt docenten aan de school werden. Met Pierre Lantier, haar man, schreef ze een boek over harmonieleer, dat een belangrijk naslagwerk werd in Frankrijk en daarbuiten.

## Prijzen
- Halpheu-prijs (compositie)
- Prijs van het Congrès Marial in Boulogne, voor een cantate
- Prijs voor het ensemble voor vrouwelijke componisten
- Jury- en publieksprijs van het orkest Concerts Pasdeloup
- Prijs Georges Hüe voor de melodie.

## Werken
- Symfonie
- Concert voor piano en orkest
- Concerto Giocoso, voor piano en orkest
- 2 balletten:
  - Cosmorama (in opdracht van de staat)
  - Idylle exotique
- Symfonisch gedicht L’Embarquement pour Cithère, in opdracht van de staat
- Tableaux de Provence, suite voor saxofoon
- Fluitkwartet
- Strijkkwartet
- trio voor rietblazers
- 3 orkestsuites: Quartier latin, Tourisme en Night Club chez Belzébuth
- Suite voor 2 piano's (9 delen)
- Variaties voor piano
- 5 stukken voor piano (uitgegeven door Durand)
- 9 stukken voor piano (uitgegeven door Leduc)
- 6 stukken voor piano (uitgegeven door P. Noël)
- 5 Préludes voor piano (uitgegeven door Fongères)
- 3 stukken voor viool en piano (uitgegeven door P. Noël)
- Mélodies (uitgegeven door P. Noël)
- toneelmuziek: Les Caprices de Marianne, On ne badine pas avec l¹amour, Watheau en Patounet
- Stukken voor fluit
- Stukken voor saxofoon
- Stukken voor klarinet
- Chœurs Mélodies.